# Dino Crisis 2 (colonna sonora)
Dino Crisis 2 è la colonna sonora del videogioco Dino Crisis 2 per PlayStation e computer con sistema operativo Microsoft Windows. L'album contiene le tracce musicali del gioco, composte da Sayaka Fujita e Makoto Tomozawa. È stato pubblicata il 20 settembre 2000 dalla Suleputer.

## Tracce
1. Prologue
2. Opening Movie
3. Three's a Crowd
4. A Survivor
5. One-Eyed Menace
6. Flying Discs
7. Save
8. Don't Let me Down
9. Regina's Challenge
10. Who are You
11. Lethal Gas
12. Trashed
13. Stop it!
14. Search for Survivors
15. Spitting Lizards
16. Research Facility Sounds
17. She's Gone
18. Daddy Long Neck
19. Swimming Lizard
20. Underwater Echoes
21. A Living Sub
22. Nesting Ground
23. Chase of the Horned
24. End of the Road
25. Silence of Edward City
26. Big Surprise
27. Necklace
28. For the Missile Silo
29. Bigger Than T-REX
30. Emergency!
31. Dino Crispo
32. The Awakening
33. Time to go Back
34. Here it Goes
35. Farewell to David
36. Hologram
37. Anti-Satellite Attack
38. Paula!
39. Ending Movie
40. Select Screen
41. Extra Crisis
42. Results
43. Dino Crisis 2
44. Attraction
45. Electric Divide (Electro Mix)
46. Dino Magic
47. Extra Crisis MIXED Ver
48. Dino Crispo MIXED Ver
49. Electric Divide
50. Theme of Dino Crisis 2